# Бакунин, Алексей Ильич
Алексе́й Ильи́ч Баку́нин (7 [19] октября 1874 — 10 января 1945) — врач, депутат Государственной думы II созыва от Тверской губернии.

## Биография
Родился в семье потомственного дворянина, помещика Ильи Александровича Бакунина (1819—1900), брата М. А. Бакунина, и его жены Елизаветы Альбертовны урождённой фон Шлиппенбах (1834—1911) в имении Дядино в 20 верстах от родового имения Бакуниных Прямухина. В 1894 году, окончив Тверскую гимназию, поступил на медицинский факультет Московского университета.
В декабре 1898 — феврале 1899 вместе с Л. Сулержицким сопровождал духоборов при их переезде из России в Канаду на грузовом пароходе «Лейк Гурон». Вернувшись из Канады, встречался с Л. Н. Толстым. В 1899 году участвовал в студенческих волнениях, по этой причине арестован, после краткого содержания в Бутырской тюрьме изгнан из Московского университета и выслан из Москвы под надзор полиции вначале в Армавир, позднее в Уржум. Получил разрешение на выезд за границу для продолжения образования благодаря хлопотам близких знакомых и родственников (в первую очередь графини С. В. Паниной). Завершил образование в университете в Бреславле (Пруссия). В 1902 году сдал экзамены в Казанском университете и получил право вести врачебную практику в России.
Вместе с женой до 1905 года работал в земских больницах Тверской губернии, в том числе был заведующим хирургическим отделением Новоторжской земской больницы. Избран Новоторжским уездным земским гласным.
Под псевдонимом «Аякс» был корреспондентом газеты «Искра». Осуществлял связь «Искры» с Тверской социал-демократической организацией. Выступал на открытых и нелегальных собраниях рабочих, призывал добиваться свободы печати, слова и собраний, союзов, стачек и забастовок, распространял прокламации Тверского комитета РСДРП.
Готовил к печати и редактировал труды своего дяди М. А. Бакунина, предполагалось издание собрания сочинений. Вышли только два тома, которые вскоре были арестованы полицией.
Публиковал статьи в журнале «Хирургия». Пытался начать издавать в Торжке газету «Голос из Торжка», но разрешения правительства не смог получить. Годовой заработок составлял 1200 рублей. Владел землёй. С 1906 года состоял в Конституционно-демократической партии, с 1907 член её Центрального Комитета.
6 февраля 1907 года избран во Государственную думу II созыва от общего состава выборщиков Тверского губернского избирательного собрания. Вошёл в состав Конституционно-демократической фракции. Будучи членом распорядительного комитета, отказался стать председателем Распорядительной комиссии. Выступил с докладом Распорядительной комиссии по проекту штата Канцелярии Государственной думы и с докладом по проекту Наказа.
В 1908 году был под судом за участие в деятельности партии кадетов. После этого переселился в Москву. До 1917 году вместе с женой работал в частной клинике М. Н. Макеева. Во время войны на Балканах 1912—1913 годов направлен Санкт-Петербургским Славянским благотворительным обществом в Софию для устройства хирургического госпиталя. В 1913 и начале 1914 года читал лекции на Московских фельдшерских курсах.
В 1914 был главным врачом военного госпиталя во Франции, затем главный врач хирургического госпиталя на улице Остоженка, открытого страховым кредитным обществом в Москве. В 1917 году, отделившись от Макеева, чета Бакуниных завела собственную «Бакунинскую» лечебницу.
В мае — июле 1917 года занял пост товарища министра государственного призрения Временного правительства, возглавил отдел раненых и инвалидов.
После октябрьского переворота работал в хирургических госпиталях Москвы. В 1919 году подвергся аресту и краткому заключению в Бутырскую тюрьму. В январе 1925 года тяжело заболевшего патриарха Тихона, которому было отказано в госпитализации в других больницах, поместил в клинику на Остоженке. Патриарх скончался в этой больнице 7 апреля 1925-го.
Участвовал в организации заповедников в России.
В 1926 Бакунинская больница была закрыта. После этого уехал с семьей за границу. Прожив несколько месяцев в Италии, перебрался с семьей во Францию, где Бакунины поселились в Сент-Женевьев-де-Буа около Парижа. Выехал в Югославию, где с 1927 по 1935 работал сельским врачом. Тяжело заболел, в 1937 году вывезен женой во Францию.
С 1938 года масон, член парижской ложи «Северная звезда» (Великий восток Франции). В ноябре этого года выступил на собрании ложи.
В Париже имел практику в лечебнице для приходящих больных при Сергиевском подворье. Помогал жене в работе в Русском доме в Сент-Женевьев-де-Буа. Скончался там же, похоронен на кладбище Сент-Женевьев-де-Буа; памятник на могиле поставлен по проекту художника А. Н. Бенуа.

## Семья
- Жена — Эмилия Николаевна урождённая Лопатина (1875—1960), врач
  - Дочь — Татьяна Алексеевна в замужестве Осоргина (1904—1995), жена М. А. Осоргина (1878—1942), историк русского масонства.
  - Дочь — Наталья Алексеевна в замужестве Озерецковская (1907—1990), прозаик (псевдоним Ярцева), мемуарист[4], муж Геннадий Озерецковский.
- Брат — Александр (1857—1921).
- Сестра — Елизавета (1868—1921), жена Михаила Ивановича Петрункевича (1867—1942), сына И. И. Петрункевича.

### Архивы
- Российский государственный исторический архив. Фонд 1278. Опись 1 (2-й созыв). Дело 27; Дело 525. Лист 5.